# Stade Néjib Khattab
Stade Néjib Khattab – stadion sportowy w Tatawinie, w Tunezji. Obiekt może pomieścić 5000 widzów. Swoje spotkania rozgrywają na nim piłkarze klubu US Tataouine.